# 斯基泰語
斯基泰語（Scythian languages）是指一組使用於古典時代及中世紀早期、分布於東歐大草原與中亞地區的東伊朗語支語言，主要由斯基泰人及其後裔（如薩爾馬提亞人、阿蘭人、薩卡人）所使用。該語言群被視為一種方言連續體，包含多個彼此相近但未必完全互通的變體。
該語言的主體使用者為居住於東歐大草原及中亞的遊牧民族。目前尚無直接證據紀載斯基泰語，關於斯基泰語的認識大多源自於銘文中的語句片段、古代文獻所引述的詞語，以及對姓名的分析。
大多數斯基泰語最終已經滅絕，留存至今的僅有奧塞梯語（源自斯基泰－薩爾馬提亞方言的阿蘭語）、瓦罕語（可能與古代塞語存在系屬關係）、以及雅格諾比語（源自粟特語）得以存續。

## 分類
有學者認為斯基泰語可分為東部方言和西部方言兩種，其中西部方言相對較為保守，東部方言則較為創新。斯基泰語可能有構成一個方言連續體。

### 西部方言
西部方言又稱為阿蘭語或斯基泰－薩爾馬提亞語。自前8至7世紀起由原為伊朗語系血統的族群使用，分布於烏克蘭、南部俄羅斯與哈薩克斯坦地區。西部斯基泰語使用者在公元5世紀後消失於史料記載，但根據中世紀拜占庭與阿拉伯文獻，部分阿蘭語族群仍活躍至10世紀，最終融合於高加索地區的奧塞提亞文化中。

現代奧塞梯語是古代斯基泰－薩爾馬提亞語系唯一存續至今的語言，承自中世紀的阿蘭語（Alanic）。最近的語音史研究從北黑海沿岸希臘銘文中的薩爾馬提亞人名，重建了原始奧塞梯語的若干語音變化，顯示其與現代奧塞梯語高度一致，進一步支持奧塞梯語為斯基泰語系的直接延續。阿蘭語至奧塞提亞語的語音演變已藉由人名中輔音變化與詞尾轉變模式加以重建，例如原始 *-nt 後綴演變為現代 Iron 方言中的 -nd 後綴，提供語系連續的語音學支持。

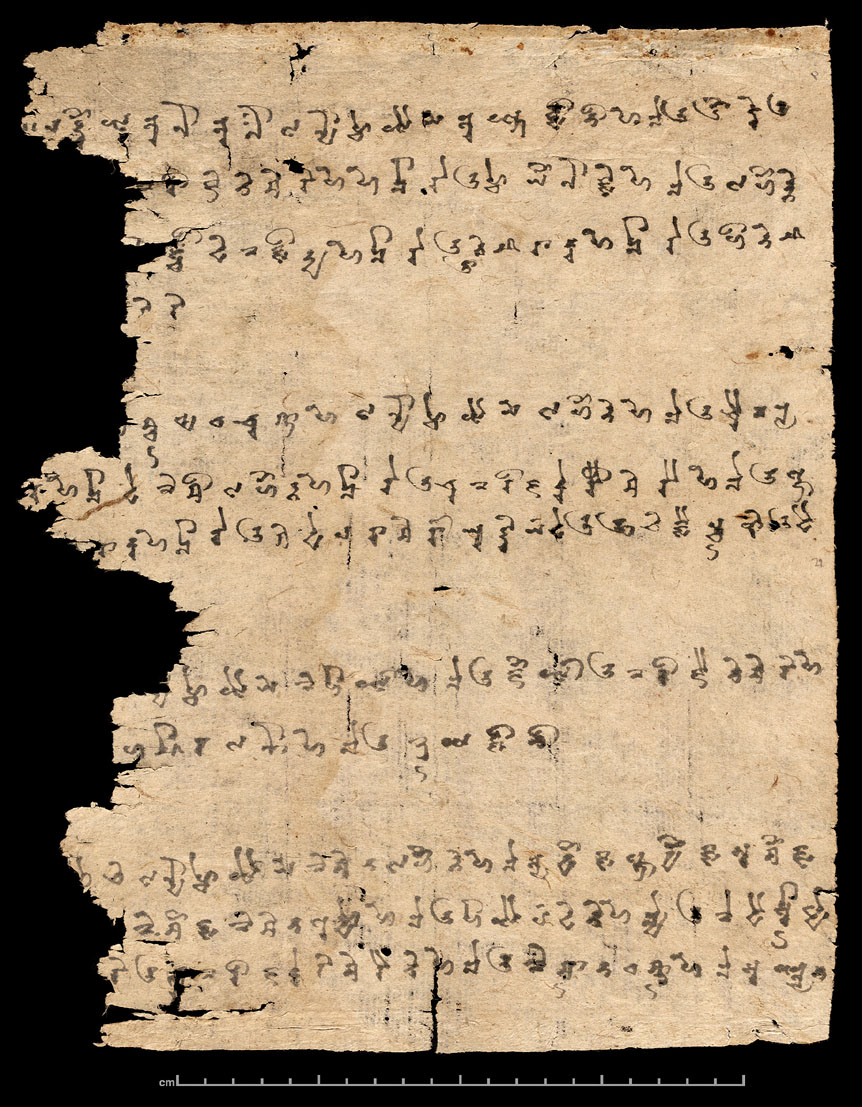
和田市出土的一份于闐塞語文書，上面紀載生肖纪年，墨書，約9世紀前期

### 東部方言
東部方言又稱為塞語或斯基泰－和闐語（Scytho-Khotanese），1世紀左右流行於于闐王國（今中國新疆），包括和田市的「和闐語」以及圖木舒克市的「圖木舒克語」。圖木舒克語與和闐語可能分屬同一語支的不同書寫傳統，部分學者將其視為和闐語的晚期支變體，另有學者認為其屬於獨立語言。
很可能早在古伊朗語時期，東部斯基泰語中的某些方言就已發展為粟特語與雅格諾比語的前身，儘管目前缺乏足夠資料驗證此一假說:11。
斯基泰語與其他東伊朗語支語言共享某些特徵，例如用後綴「-ta」表示複數形式，此用法亦見於粟特語、花剌子模語、奧塞梯語與雅格諾比語中。

## 歷史
早期東伊朗語族民族起源於位於中亞的亞茲文化（約前1500年至前1100年）。
斯基泰人於前8至7世紀自中亞遷徙至東歐，活動範圍包括今日的俄羅斯南部、烏克蘭、潘諾尼亞平原，以及摩爾多瓦和多布羅加的部分地區。隨著5世紀匈人入侵歐洲，斯基泰人逐漸從歷史記錄中消失，多數斯基泰語使用者可能被突厥人（如阿瓦爾人、佩切涅格人等）與斯拉夫人同化。
然而，在高加索地區，屬於斯基泰語言連續體的奧塞梯語至今仍在使用；而在中亞地區，屬於東伊朗語支的若干語言至今仍在使用，包括普什圖語、帕米爾語言（如舒格南語、山地塔吉克語等）以及雅格諾比語，其中部分語言可能保存了斯基泰語的古特徵。

### 引用
1. ↑  . LINGUIST List.   [29 June 2025]. （原始内容存档于9 May 2011）.
2. ↑  Hammarström, Harald; Forkel, Robert; Haspelmath, Martin; Bank, Sebastian (编). . . Jena: Max Planck Institute for the Science of Human History. 2016.
3. ↑  Hammarström, Harald; Forkel, Robert; Haspelmath, Martin; Bank, Sebastian (编). . . Jena: Max Planck Institute for the Science of Human History. 2016.
4. 1 2  J.P.Mallory. . London: Dearborn. 1997: 310. ISBN 9781884964985.
5. ↑  Lubotsky, Alexander.  (PDF). Proceedings of the British Academy. 2002, 116: 190  [2025-08-03].
6. 1 2 3  Schmitt, Rüdiger (ed.), Compendium Linguarum Iranicarum, Reichert, 1989.[页码请求]
7. 1 2  Harmatta, János (编), , UNESCO Publ, 1996  [2025-08-03], ISBN 978-92-3-102846-5
8. ↑  E.g. Harmatta 1970.[页码请求]
9. ↑  Paluncic, Filip. . Proceedings of the Eighth European Conference of Iranian Studies, Vol. 1: Studies on Pre-Islamic Iran and on Historical Linguistics. 2019-09-21  [2025-08-03].
10. ↑  Compare L. Zgusta, Die griechischen Personennamen griechischer Städte der nördlichen Schwarzmeerküste [The Greek personal names of the Gree cities of the northern Black Sea coast], 1955.
11. ↑  Witzel, Michael. . Electronic Journal of Vedic Studies. 2001, 7 (3): 1–115. doi:10.11588/ejvs.2001.3.830 .
12. ↑  Novák, Ľubomír. . 2013-10-25  [2025-08-03] （cs-CZ）.
13. ↑  Ivantchik 1999a，第156-158頁.

### 來源
- Ivantchik, Askold I.  [A Legend on the Origin of the Scythians (Hdt. IV 5–7) and the problems of the sources of Herodotus's Scythicos logos]. Revue des Études Grecques. 1999a, 112 (1): 141–92. JSTOR 44260011. doi:10.3406/reg.1999.4355.
- Lubotsky, Alexander.  (PDF). Proceedings of the British Academy (The British Academy; azargoshnasp). 2002, 116: 189–202.
- Novák, Ľubomír.  (学位论文). Prague, Czech Republic: Charles University. 2013  [14 August 2022].